# Lista odcinków serialu Zwariowany świat Malcolma
Lista odcinków amerykańskiego serialu telewizyjnego Zwariowany świat Malcolma.

## Serie
| Seria | Seria | Liczba odcinków | Czas emisji                      |
| ----- | ----- | --------------- | -------------------------------- |
|       | 1     | 16              | 9 stycznia 2000 – 21 maja 2000   |
|       | 2     | 25              | 5 listopada 2000 – 20 maja 2001  |
|       | 3     | 22              | 11 listopada 2001 – 12 maja 2002 |
|       | 4     | 22              | 3 listopada 2002 – 18 maja 2003  |
|       | 5     | 22              | 2 listopada 2003 – 23 maja 2004  |
|       | 6     | 22              | 7 listopada 2004 – 15 maja 2005  |
|       | 7     | 22              | 30 września 2005 – 14 maja 2006  |

## Seria 1: 2000
| Nr | Tytuł                 | Reżyseria      | Scenariusz                     | Premiera         |
| -- | --------------------- | -------------- | ------------------------------ | ---------------- |
| 1  | Pilot                 | Todd Holland   | Linwood Boomer                 | 9 stycznia 2000  |
| 2  | Red Dress             | Arlene Sanford | Alan J. Higgins                | 16 stycznia 2000 |
| 3  | Home Alone 4          | Todd Holland   | Michael Glauberman             | 23 stycznia 2000 |
| 4  | Shame                 | Nick Marck     | David Richardson               | 6 lutego 2000    |
| 5  | Malcolm Babysits      | Jeff Melman    | Maggie Bandur, Pang-Li Landrum | 13 lutego 2000   |
| 6  | Sleepover             | Ken Kwapis     | Dan Kopelman                   | 20 lutego 2000   |
| 7  | Francis Escapes       | Todd Holland   | Linwood Boomer                 | 27 lutego 2000   |
| 8  | Krelboyne Picnic      | Todd Holland   | Michael Glouberman             | 12 marca 2000    |
| 9  | Lois vs. Evil         | Todd Holland   | Jack Amiel                     | 19 marca 2000    |
| 10 | Stock Car Races       | Todd Holland   | Dick Richardson                | 2 kwietnia 2000  |
| 11 | Funeral               | Arlene Sanford | Maggie Bandur                  | 9 kwietnia 2000  |
| 12 | Cheerleader           | Todd Holland   | Dan Kopelman                   | 16 kwietnia 2000 |
| 13 | Rollerskates          | Ken Kwapis     | Alan J. Higgins                | 30 kwietnia 2000 |
| 14 | The Bots and the Bees | Chris Koch     | Alan j. Higgins                | 7 maja 2000      |
| 15 | Smunday               | Jeff Melman    | Michael Glouberman             | 14 maja 2000     |
| 16 | Water Park (1)        | Ken Kwapis     | Maggie Bandur                  | 21 maja 2000     |

## Seria 2: 2000-2001
| Nr      | Tytuł                   | Reżyseria      | Scenariusz         | Premiera          |
| ------- | ----------------------- | -------------- | ------------------ | ----------------- |
| 1 (17)  | Traffic Jam (2)         | Todd Holland   | Dan Kopelman       | 5 listopada 2000  |
| 2 (18)  | Halloween Approximately | Todd Holland   | Dan Kopelman       | 8 listopada 2000  |
| 3 (19)  | Lois' Birthday          | Ken Kwapis     | Alex Reid          | 12 listopada 2000 |
| 4 (20)  | Dinner Out              | Jeff Melman    | Michael Glouberman | 15 listopada 2000 |
| 5 (21)  | Casino                  | Todd Holland   | Gary Murphy        | 19 listopada 2000 |
| 6 (22)  | Convention              | Jeff Melman    | Bob Stevens        | 22 listopada 2000 |
| 7 (23)  | Robbery                 | Todd Holland   | Alan J. Higgins    | 26 listopada 2000 |
| 8 (24)  | Therapy                 | Ken Kwapis     | Ian Busch          | 29 listopada 2000 |
| 9 (25)  | High School Play        | Jeff Melman    | Maggie Bandur      | 10 grudnia 2000   |
| 10 (26) | The Bully               | Jeff Melman    | Alex Reid          | 17 grudnia 2000   |
| 11 (27) | Old Mrs. Old            | Todd Holland   | Alan J. Higgins    | 7 stycznia 2001   |
| 12 (28) | Krelboyne Girl          | Arlene Sanford | Bob Stevens        | 14 stycznia 2001  |
| 13 (29) | New Neighbors           | Ken Kwapis     | Maggie Bandur      | 21 stycznia 2001  |
| 14 (30) | Hal Quits               | Ken Kwapis     | Michael Glouberman | 4 lutego 2001     |
| 15 (31) | The Grandparents        | Todd Holland   | Gary Murphy        | 11 lutego 2001    |
| 16 (32) | Traffic Ticket          | Jeff Melman    | Larry Strawther    | 18 lutego 2001    |
| 17 (33) | Surgery                 | Jeff Melman    | Maggie Bandur      | 25 lutego 2001    |
| 18 (34) | Reese Cooks             | Jeff Melman    | Dan Kopelman       | 4 marca 2001      |
| 19 (35) | Tutoring Reese          | Ken Kwapis     | Ian Busch          | 11 marca 2001     |
| 20 (36) | Bowling                 | Todd Holland   | Alex Reid          | 1 kwietnia 2001   |
| 21 (37) | Malcolm vs. Reese       | Todd Holland   | Dan Kopelman       | 22 kwietnia 2001  |
| 22 (38) | Mini-Bike               | Ken Kwapis     | Michael Glouberman | 29 Kwietnia 2001  |
| 23 (39) | Carnival                | Ken Kwapis     | Alex Reid          | 6 maja 2001       |
| 24 (40) | Evacuation              | Todd Holland   | Gary Murphy        | 13 maja 2001      |
| 25 (41) | Flashback               | Jeff Melman    | Ian Busch          | 20 maja 2001      |

## Seria 3: 2001-2002
| Nr      | Tytuł                | Reżyseria     | Scenariusz         | Premiera          |
| ------- | -------------------- | ------------- | ------------------ | ----------------- |
| 1 (42)  | Houseboat (1)        | Todd Holland  | Bob Stevens        | 11 listopada 2001 |
| 2 (43)  | Emancipation (2)     | James Simons  | Alan J. Higgins    | 14 listopada 2001 |
| 3 (44)  | Book Club            | Todd Holland  | Alex Reid          | 18 listopada 2001 |
| 4 (45)  | Malcolm's Girlfriend | Ken Kwapis    | Ian Busch          | 28 listopada 2001 |
| 5 (46)  | Charity              | Jeff Melman   | Gary Murphy        | 2 grudnia 2001    |
| 6 (47)  | Health Scare         | Todd Holland  | Dan Kopelman       | 9 grudnia 2001    |
| 7 (48)  | Christmas            | Jeff Melman   | Maggie Bandur      | 16 grudnia 2001   |
| 8 (49)  | Poker                | Ken Kwapis    | Michael Borkow     | 6 stycznia 2002   |
| 9 (50)  | Reese's Job          | Todd Holland  | Neil Thompson      | 20 stycznia 2002  |
| 10 (51) | Lois's Makeover      | Jeff Melman   | Michael Glouberman | 27 stycznia 2002  |
| 11 (52) | Company Picnic (1)   | Todd Holland  | Alan J. Higgins    | 3 lutego 2002     |
| 12 (53) | Company Picnic (2)   | Todd Holland  | Alan J. Higgins    | 3 lutego 2002     |
| 13 (54) | Reese Drives         | Jeff Melman   | Michael Glouberman | 10 lutego 2002    |
| 14 (55) | Cynthia's Back       | Ken Kwapis    | Maggie Bandur      | 17 lutego 2002    |
| 15 (56) | Hal's Birthday       | Levie Isaacks | Alex Reid          | 3 marca 2002      |
| 16 (57) | Hal Coaches          | Jeff Melman   | Ian Busch          | 10 marca 2002     |
| 17 (58) | Dewey's Dog          | Bob Stevens   | Michael Glouberman | 7 kwietnia 2002   |
| 18 (59) | Poker #2             | Jeff Melman   | Bill Hooper        | 21 kwietnia 2002  |
| 19 (60) | Clip Show            | Jamie Babbit  | Michael Borkow     | 28 kwietnia 2002  |
| 20 (61) | Jury Duty            | Ken Kwapis    | Pang-Ni Landrum    | 1 maja 2002       |
| 21 (62) | Cliques              | Jeff Melman   | Michael Borkow     | 5 maja 2002       |
| 22 (63) | Monkey               | Ken Kwapis    | Dan Kopelman       | 12 maja 2002      |

## Seria 4: 2002-2003
| Nr       | Tytuł                    | Reżyseria      | Scenariusz         | Premiera          |
| -------- | ------------------------ | -------------- | ------------------ | ----------------- |
| 1 (64)   | Zoo                      | Todd Holland   | Michael Glouberman | 3 listopada 2002  |
| 2 (65)   | Humilithon               | Jeff Melman    | Michael Borkow     | 10 listopada 2002 |
| 3 (66)   | Family Reunion           | Ken Kwapis     | Alex Reid          | 17 listopada 2002 |
| 4 (67)   | Stupid Girl              | Todd Holland   | Dan Kopelman       | 24 listopada 2002 |
| 5 (68)   | Forwards Backwards       | Levie Isaacks  | Maggie Bandur      | 1 grudnia 2002    |
| 6 (69)   | Forbidden Girlfriend     | Jamie Babbit   | Matthew Carlson    | 15 grudnia 2002   |
| 7 (70)   | Malcolm Holds His Tongue | Jeff Melman    | Gary Murphy        | 5 stycznia 2003   |
| 8 (71)   | Boys at Ranch            | David D'Ovidio | Neil Thompson      | 12 stycznia 2003  |
| 9 (72)   | Grandma Sues             | James Simons   | Michael Glouberman | 2 lutego 2003     |
| 10 (73)  | If Boys Were Girls       | Ken Kwapis     | Nahnatchaka Khan   | 9 lutego 2003     |
| 11 (74)  | Long Drive               | Levie Isaacks  | Michael Borkow     | 2 marca 2003      |
| 12 (75)  | Kicked Out               | Jeff Melman    | Alex Reid          | 9 marca 2003      |
| 13 (76)  | Stereo Store             | Bryan Cranston | Matthew Carlson    | 16 marca 2003     |
| 14 (77)  | Hal's Friend             | Jeff Melman    | Dan Kopelman       | 30 marca 2003     |
| 15 (78.) | Garage Sale              | Levie Isaacks  | Maggie Bandur      | 6 kwietnia 2003   |
| 16 (79)  | Academic Octathlon       | Todd Holland   | Rob Hanning        | 13 kwietnia 2003  |
| 17 (80)  | Clip Show #2             | Levie Isaacks  | Maggie Bandur      | 20 kwietnia 2003  |
| 18 (81)  | Reese's Party            | Levie Isaacks  | Andy Bobrow        | 27 kwietnia 2003  |
| 19 (82)  | Future Malcolm           | Ken Kwapis     | Michael Glouberman | 4 maja 2003       |
| 20 (83)  | Baby (1)                 | James Simons   | Rob Hanning        | 11 maja 2003      |
| 21 (84)  | Baby (2)                 | Jamie Babbit   | Michael Borkow     | 18 maja 2003      |
| 22 (85)  | Day Care                 | Steve Love     | Gary Murphy        | 18 maja 2003      |

## Seria 5: 2003-2004
| Nr       | Tytuł                    | Reżyseria       | Scenariusz         | Premiera          |
| -------- | ------------------------ | --------------- | ------------------ | ----------------- |
| 1 (86)   | Vegas                    | Bryan Cranston  | Michael Glouberman | 2 listopada 2003  |
| 2 (87)   | Watching the Baby        | Levie Isaacks   | Alex Reid          | 9 listopada 2003  |
| 3 (88)   | Goodbye Kitty            | James Simons    | Neil Thompson      | 16 listopada 2003 |
| 4 (89)   | Thanksgiving             | David D'Ovidio  | Matthew Carlson    | 23 listopada 2003 |
| 5 (90)   | Malcolm Films Reese      | Levie Isaacks   | Dan Kopelman       | 30 listopada 2003 |
| 6 (91)   | Malcolm's Job            | Steve Welch     | Maggie Bandur      | 7 grudnia 2003    |
| 7 (92)   | Christmas Trees          | Steve Love      | Alex Reid          | 14 grudnia 2003   |
| 8 (93)   | Block Party              | Levie Isaacks   | Rob Ulin           | 4 stycznia 2004   |
| 9 (94)   | Dirty Magazine           | Bryan Cranston  | Eric Kaplan        | 11 stycznia 2004  |
| 10 (95)  | Hot Tub                  | James Simons    | Andy Bobrow        | 25 stycznia 2004  |
| 11 (96)  | Ida's Boyfriend          | Peter Lauer     | Neil Thompson      | 8 lutego 2004     |
| 12 (97)  | Softball                 | Ken Kwapis      | Michael Glouberman | 15 lutego 2004    |
| 13 (98)  | Lois's Sister            | David O'Dividio | Gary Murphy        | 22 lutego 2004    |
| 14 (99)  | Malcolm Dates a Family   | Steve Welch     | Rob Ulin           | 14 marca 2004     |
| 15 (100) | Reese's Apartment        | David Grossman  | Dan Kopelman       | 21 marca 2004     |
| 16 (101) | Malcolm Visits College   | Peter Lauer     | David Wright       | 28 marca 2004     |
| 17 (102) | Polly in the Middle      | Steve Love      | Matthew Carson     | 25 kwietnia 2004  |
| 18 (103) | Dewey's Special Class    | Bryan Cranston  | Alex Reid          | 2 maja 2004       |
| 19 (104) | Experiment               | David O'Odivio  | Maggie Bandur      | 2 maja 2004       |
| 20 (105) | Victor's Other Family    | David Grossman  | Eric Kaplan        | 9 maja 2004       |
| 21 (106) | Reese Joins the Army (1) | Steve Love      | Andy Bobrow        | 16 maja 2004      |
| 22 (107) | Reese Joins the Army (2) | Peter Lauer     | Andrew Orienstein  | 23 maja 2004      |

## Seria 6: 2004-2005
| Nr       | Tytuł                 | Reżyseria      | Scenariusz         | Premiera          |
| -------- | --------------------- | -------------- | ------------------ | ----------------- |
| 1 (108)  | Reese Comes Home (3)  | Todd Holland   | Matthew Carlson    | 7 listopada 2004  |
| 2 (109)  | Buseys Run Away       | Bryan Cranston | Michael Glouberman | 14 listopada 2004 |
| 3 (110)  | Standee               | David D'Ovidio | Rob Ulin           | 21 listopada 2004 |
| 4 (111)  | Pearl Harbor          | Peter Lauer    | Neil Thompson      | 5 grudnia 2004    |
| 5 (112)  | Kitty's Back          | Peter Lauer    | Matthew Carlson    | 12 grudnia 2004   |
| 6 (113)  | Hal's Christmas Gift  | David Grossman | Alex Reid          | 19 grudnia 2004   |
| 7 (114)  | Hal Sleepwalks        | David D'Ovidio | Gary Murphy        | 16 stycznia 2005  |
| 8 (115)  | Lois Battles Jamie    | Steve Welch    | Michael Glouberman | 23 stycznia 2005  |
| 9 (116)  | Malcolm's Car         | Peter Lauer    | Alex Reid          | 30 stycznia 2005  |
| 10 (117) | Billboard             | Bryan Cranston | Rob Ulin           | 13 lutego 2005    |
| 11 (118) | Dewey's Opera         | Linwood Boomer | Eric Kaplan        | 20 lutego 2005    |
| 12 (119) | Living Will           | Steve Love     | Jennifer Celotta   | 6 marca 2005      |
| 13 (120) | Tiki Lounge           | Peter Lauer    | Jay Kogen          | 13 marca 2005     |
| 14 (121) | Ida loses a Leg       | Steve Welch    | Andy Bobrow        | 20 marca 2005     |
| 15 (122) | Chad's Sleepover      | David D'Ovidio | Rob Ulin           | 27 marca 2005     |
| 16 (123) | No Motorcycles        | Jimmy Simons   | Andy Bobrow        | 3 kwietnia 2005   |
| 17 (124) | Butterflies           | David Grossman | Michael Glouberman | 10 kwietnia 2005  |
| 18 (125) | Ida's Dance           | Steve Welch    | Eric Kaplan        | 17 kwietnia 2005  |
| 19 (126) | Motivational Speaker  | Steve Love     | Rob Ulin           | 24 kwietnia 2005  |
| 20 (127) | Stilts                | Linwood Boomer | Michael Glouberman | 1 maja 2005       |
| 21 (128) | Buseys Take a Hostage | David D'Ovidio | Gary Murphy        | 8 maja 2005       |
| 22 (129) | Mrs. Tri-County       | David D'Ovidio | Gary Murphy        | 15 maja 2005      |

## Seria 7: 2005-2006
| Nr       | Tytuł                  | Reżyseria       | Scenariusz         | Premiera             |
| -------- | ---------------------- | --------------- | ------------------ | -------------------- |
| 1 (130)  | Burning Man            | Peter Lauer     | Michael Glouberman | 30 września 2005     |
| 2 (131)  | Health Insurance       | Steve Welch     | Rob Ulin           | 7 października 2005  |
| 3 (132)  | Reese vs Stevie        | Linwood Boomer  | Alex Reid          | 21 października 2005 |
| 4 (133)  | Halloween              | David D'Ovidio  | Andy Bobrow        | 28 października 2005 |
| 5 (134)  | Jessica Stays Over     | Alex Reid       | Matthew Carlson    | 4 listopada 2005     |
| 6 (135)  | Secret Girlfriend      | Peter Lauer     | Gary Murphy        | 11 listopada 2005    |
| 7 (136)  | Blackout               | Steve Welch     | Eric Kaplan        | 18 listopada 2005    |
| 8 (137)  | Army Buddy             | Peter Lauer     | Neil Thompson      | 2 grudnia 2005       |
| 9 (138)  | Malcolm Defends Reese  | Bryan Cranston  | Matthew Carlson    | 16 grudnia 2005      |
| 10 (139) | Malcolm's Money        | Steve Love      | Michael Glouberman | 6 stycznia 2006      |
| 11 (140) | Bride of Ida (1)       | Linwood Boomer  | Rob Ulin           | 13 stycznia 2006     |
| 12 (141) | College Recruiters (2) | Peter Lauer     | Jay Kogen          | 29 stycznia 2006     |
| 13 (142) | Mono                   | David D'Ovidio  | Andy Bobrow        | 12 lutego 2006       |
| 14 (143) | Hal Grieves            | Chris Masterson | Eric Kaplan        | 19 lutego 2006       |
| 15 (144) | A.A.                   | Steve Welch     | Alan J. Higgins    | 5 marca 2006         |
| 16 (145) | Lois Strikes Back      | Alex Reid       | Gary Murphy        | 19 marca 2006        |
| 17 (146) | Hal's Dentist          | Steve Love      | Jay Kogen          | 26 marca 2006        |
| 18 (147) | Bomb Shelter           | Matthew Carlson | Rob Ulin           | 2 kwietnia 2006      |
| 19 (148) | Stevie in the Hospital | Dave Ihlenfeld  | David Wright       | 9 kwietnia 2006      |
| 20 (149) | Cattle Court           | Peter Lauer     | Michael Glouberman | 16 kwietnia 2006     |
| 21 (150) | Morp                   | David D'Ovidio  | Gary Murphy        | 23 kwietnia 2006     |
| 22 (151) | Graduation             | Linwood Boomer  | Michael Glouberman | 14 maja 2006         |